# Monte Cavallo (Prealpi Bellunesi)
Il monte Cavallo (o Cimon del Cavallo) è una montagna delle Prealpi bellunesi che raggiunge i 2.251 m s.l.m., appartenente al gruppo del Monte Cavallo-Col Nudo (posto poco più a nord), appartenente a sua volta alla catena Cavallo-Visentin: posto alle spalle del Friuli Occidentale, si erge sulla pianura veneto-friulana sottostante in modo imponente, con una prominenza che supera i 350 metri, rendendolo ben visibile sia da Venezia che dalla costa Adriatica nelle giornate limpide.

## Descrizione

### Geografia
È un massiccio vasto e articolato, composto di varie cime, tra le quali si interpongono creste e forcelle: partendo da nord-est e descrivendo un arco antiorario, si riconoscono il Cimon dei Furlani (2.183 m s.l.m.), che attraverso Forcella dei Furlani porta a Cima Manera (la vetta più alta del gruppo, 2.251 m s.l.m.), da cui si scorge chiaramente il rifugio Semenza, in Val di Piera, sul versante tambrese della montagna; quindi a sud la cresta descrive la Forcella del Cavallo, compresa tra la Manera e il Cimon di Palantina (2.162 m s.l.m.), dalla quale si divide uno spallone in direzione dell'Alpago e di Casera Palantina (sud-est) e una cresta che, scandita dalla Forcella Colombera, porta al monte Colombera (2066 m s.l.m.).
Dal Colombera o si segue l'alta via dei Rondoi fino all'ultima cima, monte Tremol (2007 m s.l.m.), o si scende alla Forcella di Palantina Alta e, più in basso, a Forcella "La Palantina". Tra il monte Tremol e la Forcella "La Palantina", in Val di Sass, si trova l'impianto più alto del polo sciistico del Piancavallo, gestito della società pararegionale Promotour, e il modernissimo rifugio Val di Sass, che è anche la stazione d'arrivo della seggiovia "Tremol 2". Ad ovest, in territorio veneto orientale, è posto l'Altopiano del Cansiglio.

### Geologia e paleontologia
Il primo insediamento mai riconosciuto nella zona risale alla fine dell'ultima era glaciale, quando tutto il massiccio era ricoperto da 100-200 m di ghiaccio, se si esclude Col delle Laste: con lo scioglimento dei ghiacci si diffusero dei sedimenti tipo Loess, cui corrisponde il deposito preistorico del Piancavallo, uno degli insediamenti più antichi del Friuli Occidentale. Questo sulla base di reperti venuti alla luce durante i lavori per l'insediamento sciistico negli anni settanta.
A questi rinvenimenti seguì una spedizione dell'istituto di geologia e paleontologia dell'Università di Ferrara, che tra il '72 e il '73 avviò ricerche sistematiche per cercare eventuali insediamenti umani, concentrandosi sulle aree pianeggianti (ritenute favorevoli ad un insediamento umano): queste ricerche portarono alla luce manufatti litici preistorici, carboni, pezzi di ocra, manufatti e ceramica. Tutti questi portano a pensare ad un insediamento del Paleolitico superiore (40'000-10'000 anni fa), probabilmente stagionale, utilizzato ripetutamente per la caccia. 
Altri reperti - si pensa - dell'Età del bronzo, sono stati rinvenuti lungo le pendici sudorientali del monte Saùc, a circa 1 km dalla Casera Saùc, a quota 900 metri s.l.m.
Consorzio Pro Loco Meduna-Livenza.

## Storia

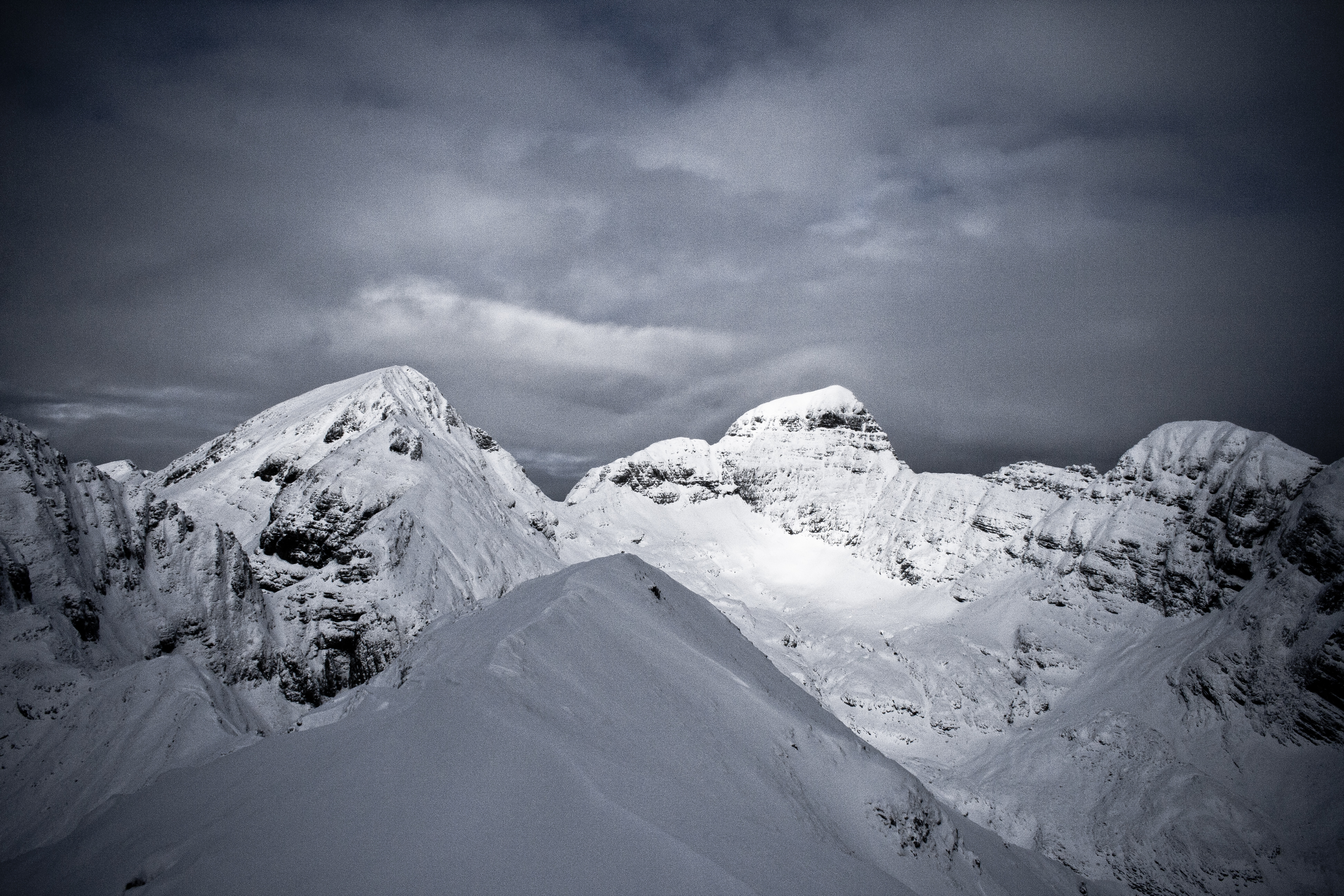
Vista dalla Cima del Tremol: da destra Cimon dei Friulani, Cima Manera, Cimon di Palantina

Prima di attirare l'attenzione degli alpinisti della zona, il Piancavallo era una zona popolata da boscaioli, caseranti e cacciatori. Il primo rifugio fu il Policreti, inaugurato il 2 agosto 1925, che in origine era una casera della famiglia Policreti di Aviano messa a disposizione del CAI di Pordenone nel novembre 1924. La costruzione, convertita a rifugio alpino, si trovava al Col delle Lastre, zona Collalto. Durante la seconda guerra mondiale il ricovero è stato bruciato dai tedeschi il giorno 9 settembre 1944.
Il punto di riferimento per gli escursionisti dal post guerra fu il rifugio Piancavallo, costruito sull'altipiano a partire dal 1948 ad opera del CAI (con il supporto di vari sostenitori); la costruzione fu ultimata nel '56 anche grazie alla realizzazione in quegli anni della carrabile che raggiungeva la castaldia e che facilitò non poco i lavori. Il rifugio fu ceduto a Promotour dopo lo sviluppo del polo turistico negli anni ottanta ed è l'attuale "Sport Hotel".

### Toponimo e leggende
Il nome non nasce come parrebbe immediato per richiamare l'omonimo animale, piuttosto deriva dal celtico Keap-al ("cima alta"), dal momento che si tratta di una montagna ben osservabile dalla maggior parte della pianura friulana, la quale ha evidentemente suggestionato da sempre le popolazioni residenti nella pianura.

## Alpinismo e sport

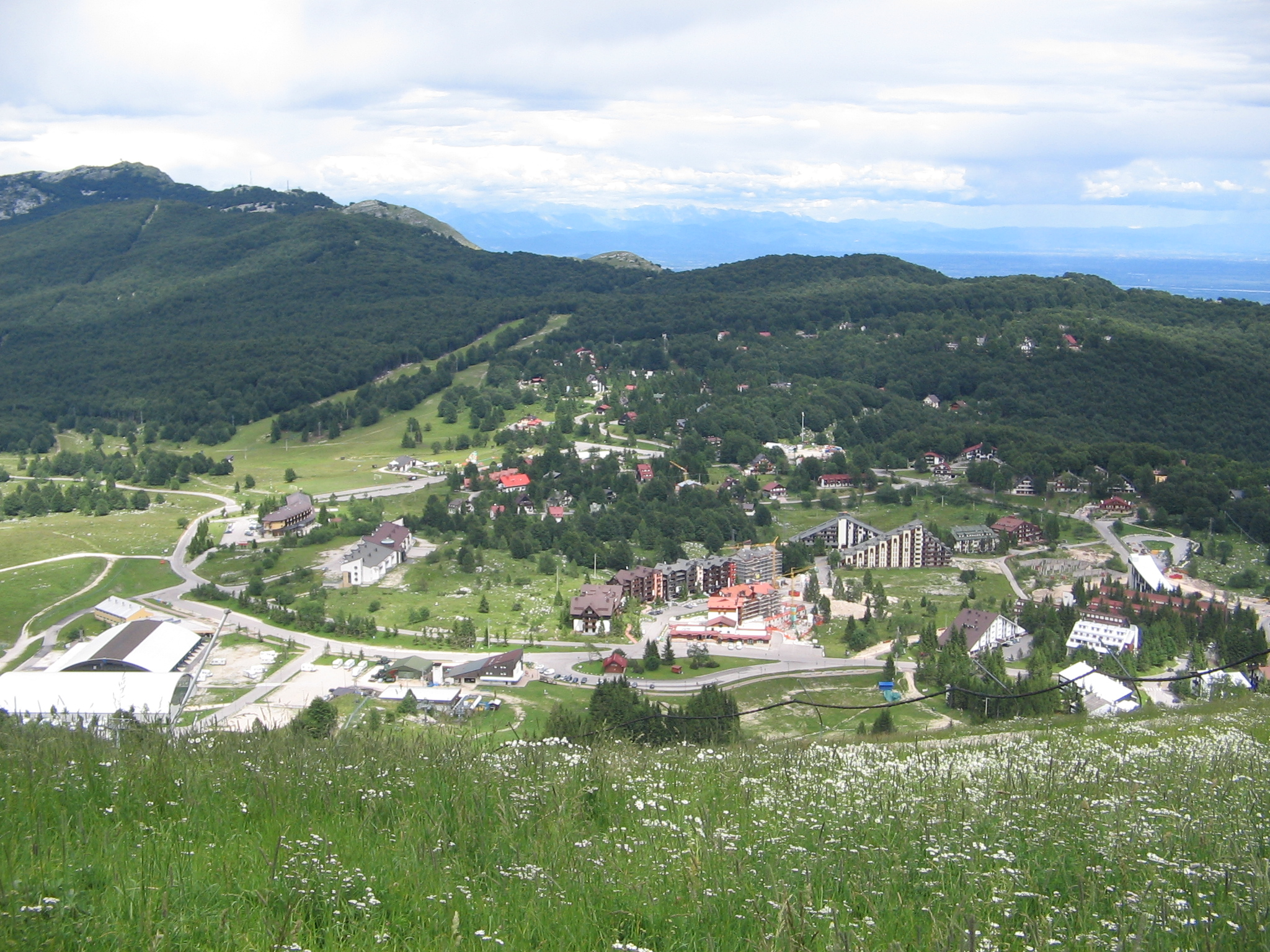
Piancavallo

Come si accennava, il monte Cavallo fu conquistato per la prima volta nel 1726 da due botanici: Giovanni Girolamo Zannichelli e Domenico Pietro Stefanelli. Dalle cronache si legge come questi si siano avviati prima ad Aviano; quindi in sella a muli si portarono in una casera alle pendici della montagna, dove passarono del tempo a cercare specie vegetali ed esplorare la zona. 
L'ascesa viene descritta come per luoghi scoscesi, spesso a carponi, passando "dalla parte esterna del monte", per giungere dopo - scrivono - 7 miglia in vetta. In ogni caso la cronaca dell'ascensione rimane incentrata sull'aspetto botanico, senza considerare l'aspetto alpinistico, ancora non contemplato all'epoca.

### Alta via dei Rondoi

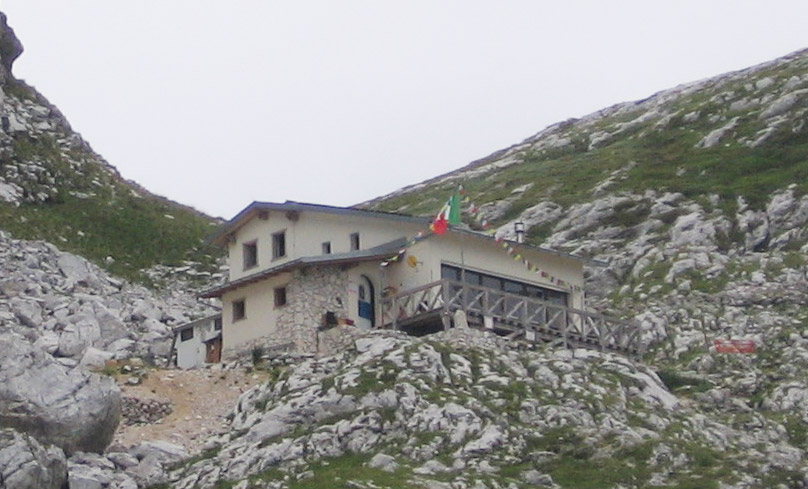
Rifugio Carlo e Massimo Semenza

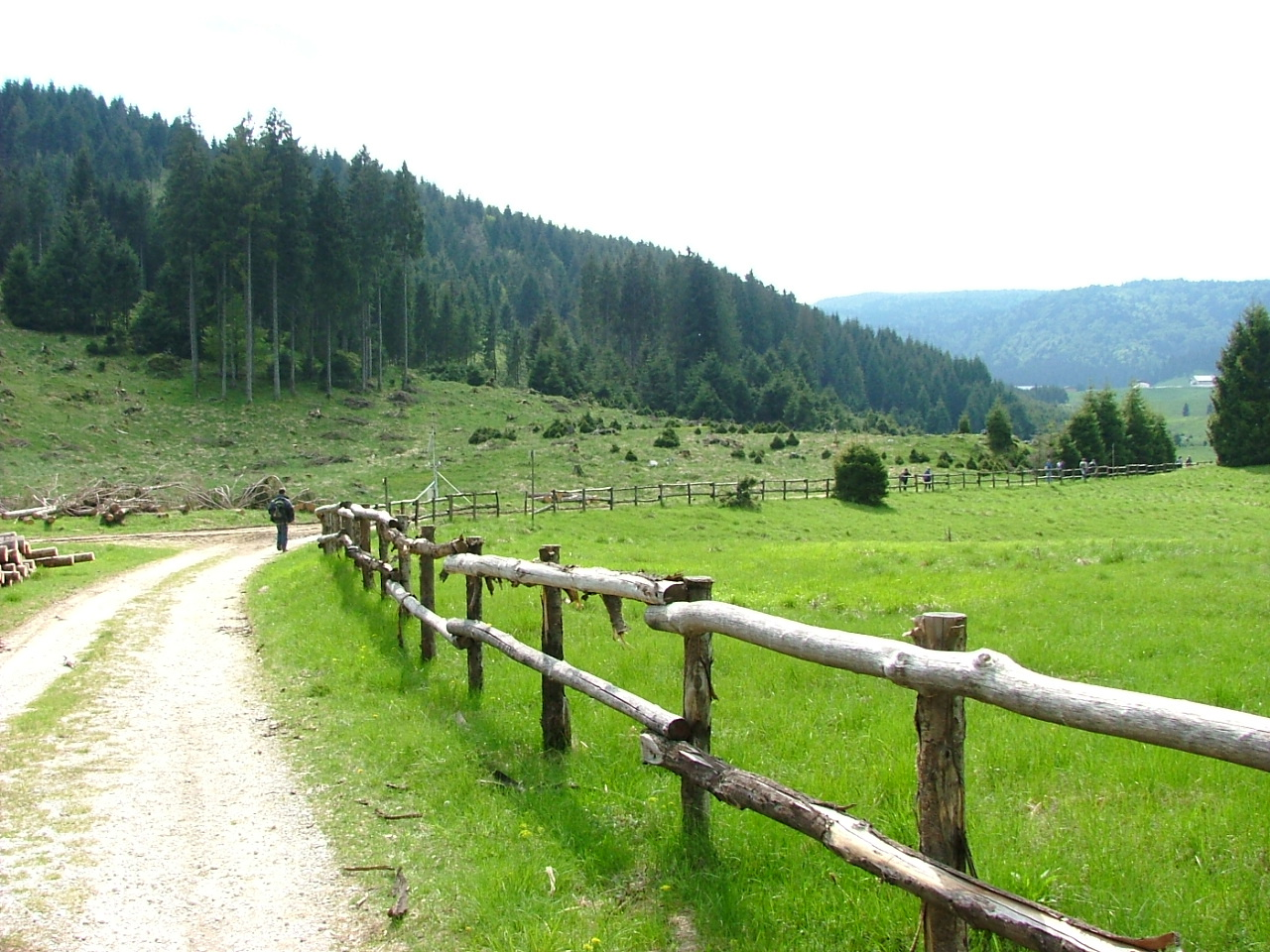
Il Cansiglio, posto ad ovest del gruppo montuoso, in territorio veneto

Nel 1969 la sottosezione di Aviano del CAI di Pordenone ha voluto dotare le sue montagne di un percorso che, seguendo il filo di cresta, collega tutte le cinque cime principali del gruppo del Cavallo. Si tratta di un percorso altamente panoramico, ma che richiede una certa attenzione per una serie di passaggi esposti e di pendii erbosi che possono rilevarsi molto pericolosi e scivolosi. Il senso antiorario del percorso è consigliato, per evitare di percorrere i tratti più delicati in discesa. 
Il nome si riferisce ai rondoni, una specie molto comune in questi luoghi. 
Il percorso è assolutamente privo di punti acqua ed è sconsigliato in presenza di neve (giugno-ottobre il periodo migliore).

### Scialpinismo

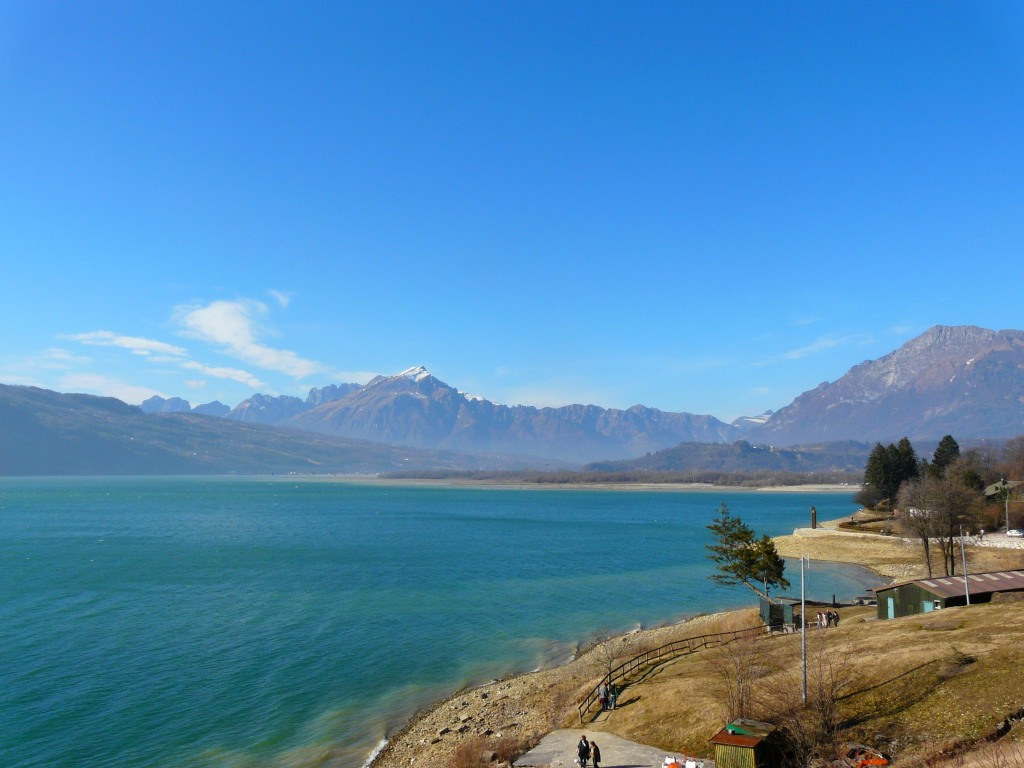
La regione dell'Alpago, ad ovest del gruppo montuoso, in territorio veneto

Tutto il gruppo montagnoso si presta notevolmente alla pratica dello scialpinismo, ma le prime testimonianze sono recenti, anche perché questo è un metodo decisamente moderno di affrontare la montagna invernale, ben diverso dalle avventure dei pochissimi che un tempo con materiali approssimativi riuscivano così a frequentare questo ambiente seppur ricoperto abbondantemente di neve.
La prima testimonianza di questa attività risulta da un articolo apparso sulla rassegna triveneta "Le Alpi Venete" nel 1969 ad opera di Sergio Fradeloni e Silviano Zucchiatti, con la descrizione di alcuni itinerari.
La prima trattazione sistematica è di 33 itinerari pubblicati sempre da Sergio Fradeloni in Guida "Dolomiti Orientali - Vol.II" di A. e C. Berti (1982) fra i volumi della collana CAI - TCI "Guida dei Monti d'Italia". La raccolta senz'altro più completa è pubblicata nel 1986 ad opera di S. Fradeloni, U. Baccini e M. de Benedet e raccoglie 50 diversi itinerari.
La larga diffusione dello scialpinismo agonistico ha portato allo sviluppo (grazie alla disponibilità dell'ente Promotour) di percorsi dedicati agli scialpinisti, che assicurano una via di risalita sicura a chi ha bisogno di allenarsi o semplicemente a chi preferisce vivere in modo più ecologico e naturale l'ambiente invernale, pur non discostandosi dagli impianti artificiali.

### Skyrunning
Dal 2007 il gruppo sportivo Montanaia Racing sta organizzando e promuovendo una competizione di Skyrunning denominata Skyrace del Monte Cavallo che porta ogni anno circa 250 atleti a descrivere il periplo del gruppo montuoso, con partenza ed arrivo a Piancavallo: il percorso discende verso la sorgente del Tornidor, per poi risalire tutta la Val Grande fino all'omonima forcella; lambendo la parte alta della val Sperlonga si porta così sotto Cima Lasté, fino al rifugio Semenza; da lì una lunga discesa porta fino in Alpago a Pian delle Laste; il percorso continua con la risalita fino in forcella Palatina bassa, quindi attraverso il monte Tremol fino in Val Sughet sul sentiero Gerometta, che riconduce con una tecnica discesa a Piancavallo.
La competizione ha visto una progressiva crescita negli anni, fino ad essere inclusa in circuiti prestigiosi quali le Italian Sky Series o La Sportiva Gore-Tex Mountain Running Cup.